# کانون (بازی ویدئویی)
کانون  (به انگلیسی: Kanon) رمان تصویری ژاپنی است که توسط کی توسعه یافته و در ۴ ژوئن ۱۹۹۹ برای ویندوز منتشر شد. بعدها نسخه‌های دریم‌کست، پلی‌استیشن ۲، پلی‌استیشن همراه و نینتندو سوئیچ بازی نیز منتشر شدند. داستان دربارهٔ زندگی یویچی آیزاوا، یک دانش‌آموز دبیرستانی است که به شهری بازمی‌گردد که آخرین بار هفت سال قبل از آن بازدید کرده بود و از وقایع آن زمان به یاد می‌آورد. او با چند دختر آشنا می‌شود و آرام آرام خاطرات از دست رفته‌اش را به دست می‌آورد. گیم پلی در کانون از یک خط داستانی غیرخطی پیروی می‌کند که سناریوهای از پیش تعیین شده را با انتخاب کاربر ارائه می‌دهد و بر جذابیت پنج شخصیت اصلی زن تمرکز می‌کند. این بازی زمانی به عنوان دومین بازی پرفروش رایانه‌های شخصی فروخته شده در ژاپن رتبه‌بندی شد و پس از آن چندین بار در جدول ۵۰ بازی برتر کشوری قرار گرفت. کانون بیش از ۳۰۰۰۰۰ نسخه در چندین پلتفرم فروخته است.
از این اثر چند رسانه دیگر نیز تولید شده مانند دو مجموعه مانگا، لایت ناول و کتاب‌های هنری و درام‌های صوتی و چندین آلبوم موسیقی. استودیو توئی انیمیشن یک مجموعه تلویزیونی انیمه اقتباسی در ۱۳ قسمت در سال ۲۰۰۲ و یک قسمت اووی‌ای در سال ۲۰۰۳ منتشر کرد. همچنین استودیو کیوتو انیمیشن مجموعه تلویزیونی انیمه در ۲۴ قسمت در سال ۲۰۰۶ نیز منتشر کرد.